# لسان الحمل متعانق الساق
لسان الحمل متعانق الساق أو الرَبْلَة أو الرَبْل أو خُنَانَة النَّعْجَة، هو نوع نباتي من جنس لِسَان الحَمَل اسمه العلمي (Plantago amplexicaulis).

## الموئل والانتشار
موطنه مناطق الوطن العربي المتوسطية (بلاد الشام ومصر والمغرب العربي) وقبرص وبعض مناطق جنوب أوروبا.

## مرادفات للاسم العلمي
- (باللاتينية: Plantago lagopoides Desf.)

### مواضيع ذات علاقة
- لِسَان الحَمَل.

### وصلات خارجية
- انتشار الربلة في أفريقيا وأسماؤها العلمية: (بالإنجليزية) ، (بالفرنسية) .
- (بالإنجليزية) انتشار الربلة في العالم.